# Hana Brady
Hanička Bradyová, meglio nota come Hana Brady (Praga, 16 maggio 1931 – campo di concentramento di Auschwitz, 23 ottobre 1944), è stata una vittima dell'Olocausto cecoslovacca, uccisa dai nazisti nelle camere a gas di Auschwitz e nota per essere il soggetto del libro Hana's Suitcase, scritto nel 2002 da Karen Levine.

## Biografia
Figlia di un commerciante, Hana Brady nacque nel 1931 a Praga e durante la guerra risiedeva a Nové Město na Moravě. Nella primavera del 1941, la madre Markéta Dubsky venne deportata nel campo di concentramento di Ravensbrück, mentre il padre Karel fu arrestato dalla Gestapo e rinchiuso nella prigione di Jihlava.
Hana e il fratello Jiří (poi George) vennero brevemente accolti dagli zii Ludvik e Heda, entrambi cristiani, prima di essere deportati a loro volta a Theresienstadt il 14 maggio 1942. Sistemati nella baracca L410 assieme ad altri bambini e ragazzi, realizzarono, coordinati dall'insegnante Friedl Dicker-Brandeis, diversi disegni che poi vennero conservati e rinvenuti dopo la guerra.
Nel frattempo, Karel fu deportato a Cejle, poi ad Auschwitz, dove morì il 14 luglio 1942. Anche Marketa fu trasferita nel medesimo campo e assassinata il 29 ottobre seguente. George fu invece deportato ad Auschwitz nel settembre 1944 e riuscì a fuggire durante una marcia della morte nel gennaio 1945, sopravvivendo quindi alla guerra. Hana non ebbe la stessa fortuna: deportata ad Auschwitz il 23 ottobre 1944, fu subito assassinata nelle camere a gas.

## Hana's Suitcase
La storia di Hana Brady riemerse nel 2000, quando la giapponese Fumiko Ishioka (石岡史子 Ishioka Fumiko), del Tokyo Holocaust Educational Resource Center, ricevette la sua valigia dal museo di Auschwitz per una mostra temporanea. Volendo saperne di più su di lei, Fumiko effettuò delle ricerche e scoprì che il fratello di Hana, George, viveva in Canada. La storia di Hana Brady e di come la sua valigia portò Fumiko Ishioka fino a Toronto divenne, nel gennaio 2001, il soggetto di un documentario radiofonico canadese dal quale poi la giornalista Karen Levine ne ricavò, nel 2002, il libro per bambini Hana's Suitcase, ossia "La valigia di Hana". Il libro fu un grande successo e ricevette numerosi premi.